# Toxiferin
Toxiferin (eigentlich: C-Toxiferin I – das "C" steht für "Calebasse") ist ein Alkaloid und gehört zu den Curare-Pfeilgiften. Chemisch zählt die Substanz zu den Bisindol-Derivaten.

## Geschichte und Gewinnung
Der Name Toxiferin wurde dem Stoff 1938 durch die deutschen Chemiker  Wieland und Pistor gegeben, die ihn aus Strychnos toxifera gewannen. Die beiden beschrieben auch eine sehr exakte Nachweismethode für das Alkaloid. Durch Eindampfen wässriger Auszüge von Bestandteilen (meist Rinde und Stängel) der Strychnos-Arten S. castalnei, S. crevauxii und S. toxifera gewinnen die Indianer Perus und Brasiliens das Pfeilgift, dessen Hauptbestandteil das Toxiferin ist.

## Eigenschaften und Verwendung
Toxiferin ist eines der am stärksten wirksamen Gifte auf pflanzlicher Basis. Es wirkt als Nikotin-Antagonist an der muskulären Endplatte, in dem es die Rezeptoren für Acetylcholin, die nikotinischen Acetylcholinrezeptoren, blockiert, und stellt daher ein nicht-depolarisierendes Muskelrelaxans dar. Dies bedeutet, dass bereits geringe Mengen der Substanz die Muskeln lähmen. In höherer Dosierung ist Toxiferin aufgrund der Lähmung der Atemmuskulatur tödlich.
Das Allyl-Derivat des Toxiferins Alcuronium wird als Arzneistoff eingesetzt.